# بندر ویکتوریا

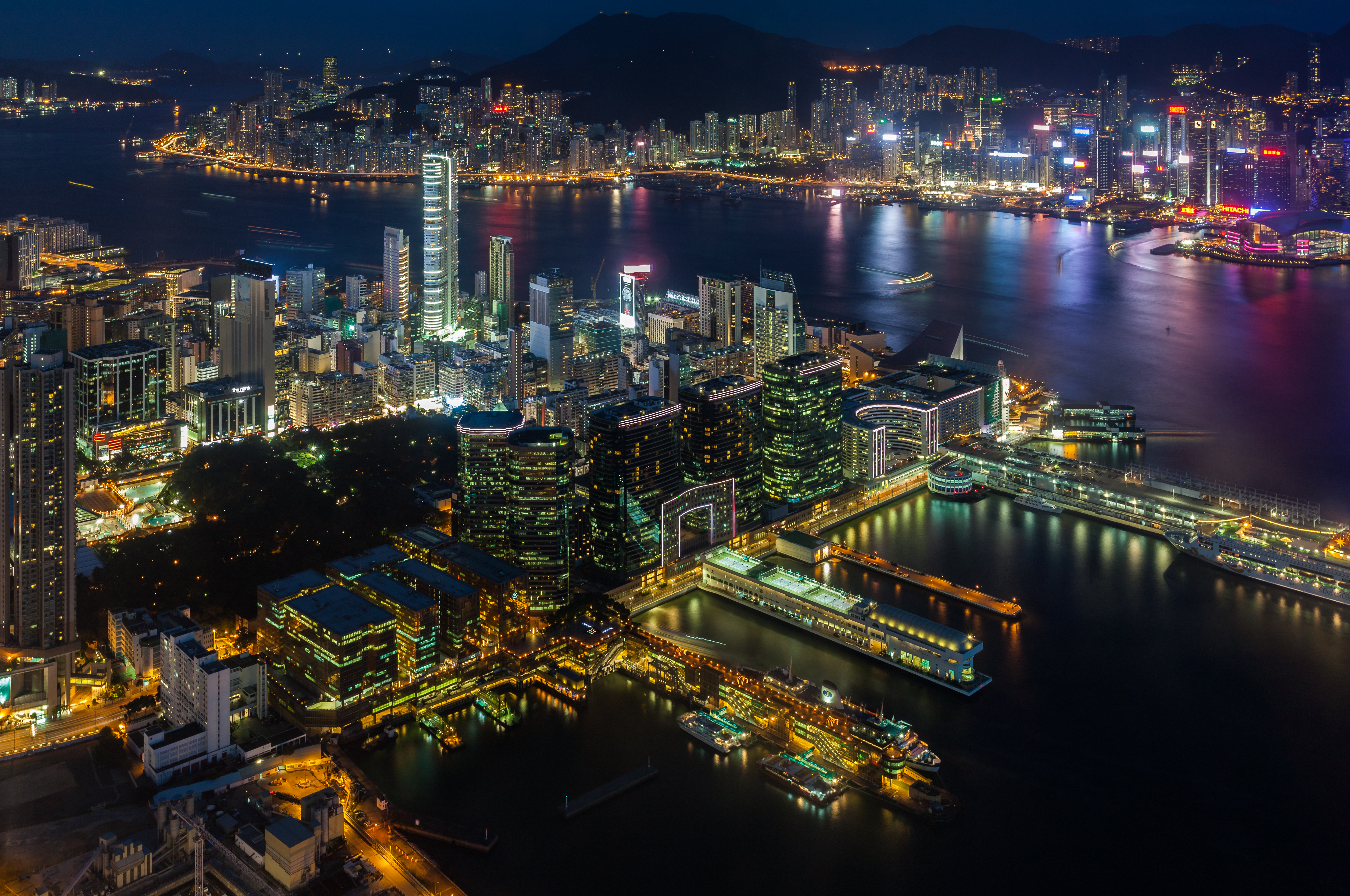
بندر ویکتوریا به خاطر بندرگاه طبیعی عمیق خود که پذیرای انواع کشتی‌های بزرگ باربری و تانکرهای عظیم نفت‌کش است، دارای شهرت است.

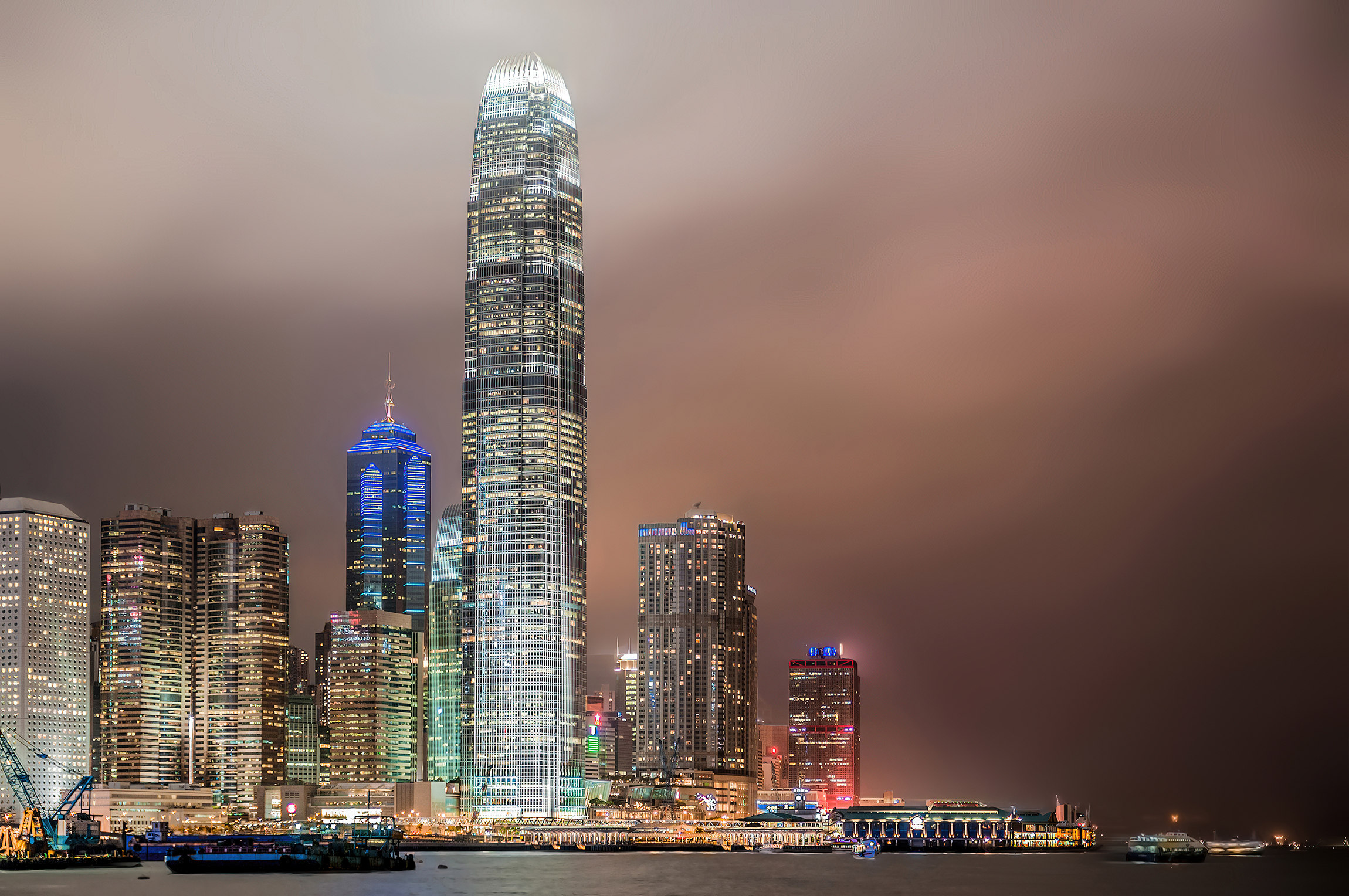
نمایی از بندر ویکتوریا در شبی طوفانی.

بندر ویکتوریا (به انگلیسی: Victoria Harbour) یک بندرگاه طبیعی است که میان کاولون و جزیره هنگ‌کنگ در جنوب هُنگ کُنگ واقع شده‌است. بندرگاه ویکتوریا یکی از جاذبه‌های مهم توریستی هُنگ کُنگ، در یکی از عمیق‌ترین بنادر در جهان است. این بندر نمایش خیره کننده‌ای از آسمان خراش‌ها از جزیره هنگ‌کنگ در یک طرف و خط ساحلی در طرف دیگر را ارائه می‌دهد.
در دوران حاکمیت بریتانیا بر هنگ‌کنگ، نام بندر به افتخار ملکه ویکتوریا،  ملکهٔ پادشاهی متحد بریتانیای کبیر و ایرلند و امپراتوریس هند، نام‌گذاری شد.